# Pero meskaria
Pero meskaria är en fjärilsart som beskrevs av Alpheus Spring Packard 1876. Pero meskaria ingår i släktet Pero och familjen mätare. Inga underarter finns listade i Catalogue of Life.